# Séries de divisions de la Ligue américaine de baseball 2011

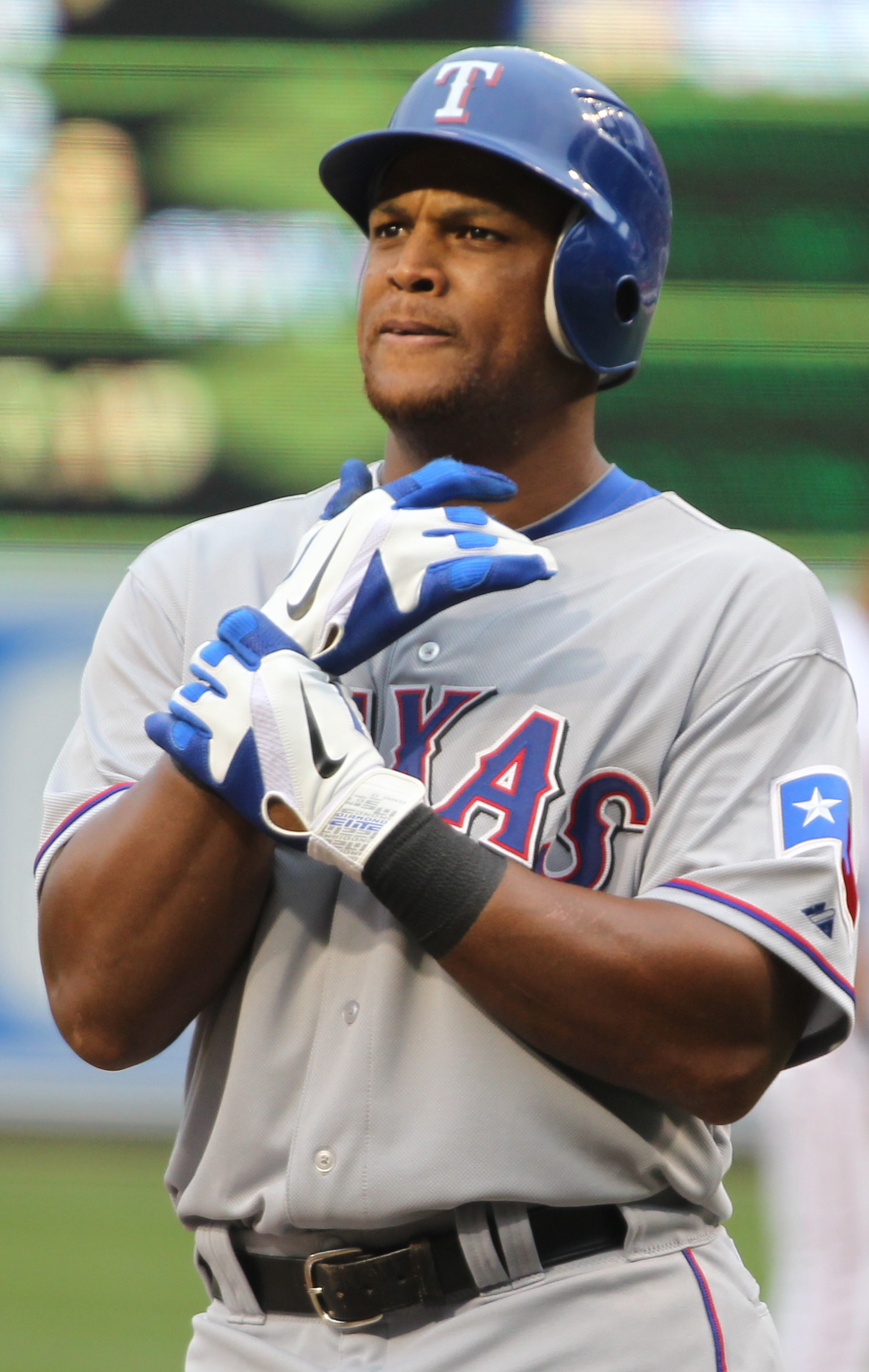
Adrián Beltré, des Rangers du Texas, devient le sixième joueur à réussir trois circuits dans un même match de séries éliminatoires.

Les Séries de divisions de la Ligue américaine de baseball 2011 sont deux séries éliminatoires de première ronde dans les Ligues majeures de baseball. Elles ont précédé la Série de championnat de la Ligue américaine et la Série mondiale 2011. 
Les Séries de divisions sont constituées de deux séries au meilleur de cinq parties opposant les champions des trois divisions de la Ligue américaine de baseball en 2011 ainsi qu'une équipe qualifiée comme meilleure deuxième. 
En 2011, cette ronde éliminatoire débute le 30 septembre et a pris fin le 6 octobre. Les Rangers du Texas et les Tigers de Détroit se sont qualifiés pour la Série de championnat. 
La MLB a pris la décision de terminer la saison régulière 2011 plus tôt que lors des années précédentes afin de s'assurer que ses séries éliminatoires ne se prolongent pas jusqu'au mois de novembre. Par conséquent, les séries de divisions 2011 ont débuté plus tôt que lors des années 2009 et 2010.

## Yankees de New York vs Tigers de Detroit
Franchise de loin la plus titrée de l'histoire avec 27 conquêtes de la Série mondiale, les Yankees de New York devancent en août leurs grands rivaux, les Red Sox de Boston, dans la division Est de la Ligue américaine et remportent éventuellement le titre, leur premier depuis 2009. Qualifiés comme meilleurs deuxièmes en 2010, les Yankees jouent en éliminatoires pour le troisième automne consécutif et pour la 16e fois en 17 années. Leur fiche victoires-défaites de 97-64 est la meilleure de la Ligue américaine en 2011 et ils devancent dans leur section les Rays de Tampa Bay par six parties. Avec un alignement composé, entre autres, de Robinson Cano et Mark Teixeira, les Yankees mènent le baseball en 2011 avec 222 coups de circuit en saison régulière et terminent seconds derrière les Red Sox pour les points marqués. Deuxième pour les circuits derrière José Bautista des Blue Jays de Toronto, le voltigeur de centre Curtis Granderson mène la Ligue américaine avec 119 points produits et le baseball majeur avec 136 points marqués.
Dans la division Centrale, les Tigers de Détroit distancent les Indians de Cleveland, qu'ils laissent 15 parties derrière, et sont les premiers du baseball majeur à remporter le championnat de leur section en 2011, s'assurant dès le 16 septembre de leur premier titre depuis 1987. En attaque, les Tigers sont menés par le champion frappeur Miguel Cabrera (moyenne au bâton de ,344 en 2011), par Jhonny Peralta et le frappeur désigné Víctor Martínez. Mais c'est Justin Verlander qui fait écarquiller les yeux en 2011 : il gagne la triple couronne des lanceurs en menant le baseball pour les victoires (24), la moyenne de points mérités (2,40) et les retraits sur des prises (250), en plus de réussir un match sans point ni coup sûr en début d'année. En relève, son coéquipier José Valverde mène les majeures avec 49 sauvetages.
Les Tigers n'avaient jamais terminé premiers depuis leur passage à la division Centrale en 1998. Ils participent aux éliminatoires pour la première fois depuis 2006, année où ils avaient décroché le titre de la Ligue américaine mais s'étaient inclinés face aux Cardinals de Saint-Louis en Série mondiale.
Yankees et Tigers s'affrontent en éliminatoires pour la seconde fois. En Série de divisions 2006, Detroit avait éliminé New York trois victoires à une. Les Tigers ont remporté quatre des sept matchs les opposant aux Yankees en saison régulière 2011.

### Calendrier des rencontres
| Match | Date                        | Visiteur            | Hôte                | Score  |
| ----- | --------------------------- | ------------------- | ------------------- | ------ |
| 1     | 30 septembre et 1er octobre | Tigers de Détroit   | Yankees de New York | 3 - 9  |
| 2     | 2 octobre                   | Tigers de Détroit   | Yankees de New York | 5 - 3  |
| 3     | 3 octobre                   | Yankees de New York | Tigers de Détroit   | 4 - 5  |
| 4     | 4 octobre                   | Yankees de New York | Tigers de Détroit   | 10 - 1 |
| 5     | 6 octobre                   | Tigers de Détroit   | Yankees de New York | 3 - 2  |

### Match 1
Vendredi 30 septembre et samedi 1er octobre 2011 au Yankee Stadium, New York, NY.
| Tigers de Detroit | 1 | 0 | 0 | 0 | 0 | 0 | 0 | 0 | 2 | 3 | 7  | 0 |
| Yankees de New York | 1 | 0 | 0 | 0 | 1 | 6 | 0 | 1 | X | 9 | 11 | 0 |
| Lanceurs partants : DET : Justin Verlander NYY : CC Sabathia Vic. : Iván Nova (1-0) Déf. : Doug Fister (0-1) HRs : DET : Delmon Young (1) NYY : Robinson Canó (1) |   |   |   |   |   |   |   |   |   |   |    |   |

Un duel de lanceurs est attendu entre les as CC Sabathia des Yankees et Justin Verlander des Tigers. Néanmoins, les deux partants accordent des points dès la première manche. En début de première manche, Delmon Young donne les devants 1-0 aux Tigers avec un coup de circuit. À leur tour au bâton, les Yankees marquent un point sans même frapper de coup sûr contre Verlander pour égaler la marque. Le match est interrompu en deuxième manche à cause de la pluie et, après une heure et 17 minutes d'arrêt, la partie est remise au lendemain. Elle est reprise le soir suivant exactement au moment où elle s'est arrêtée. Iván Nova et Doug Fister, des Yankees et Tigers respectivement, sont envoyés au monticule pour poursuivre le match le 1er octobre. New York marque six points en sixième manche, dont quatre sur le grand chelem de Robinson Canó contre Al Alburquerque. Canó avait déjà produit plus tôt un point à l'aide d'un double. Il ajoute un autre double en fin de partie pour terminer la rencontre avec six points produits.

### Match 2
Dimanche 2 octobre 2011 au Yankee Stadium, New York, NY.
| Tigers de Detroit | 2 | 0 | 0 | 0 | 0 | 2 | 0 | 0 | 1 | 5 | 9 | 0 |
| Yankees de New York | 0 | 0 | 0 | 0 | 0 | 0 | 0 | 1 | 2 | 3 | 5 | 1 |
| Lanceurs partants : DET : Max Scherzer NYY : Freddy García Vic. : Max Scherzer (1-0) Déf. : Freddy García (0-1) HRs : DET : Miguel Cabrera (1) NYY : Curtis Granderson (1), Nick Swisher (1) |   |   |   |   |   |   |   |   |   |   |   |   |

Max Scherzer lance cinq manches et un tiers sans accorder de coup sûr aux Yankees avant de perdre son match sans coup sûr face au second frappeur adverse en sixième manche. Ses coéquipiers lui donnent quatre points d'avance. Miguel Cabrera frappe un circuit de deux points en première manche et connaît une journée de trois coups sûrs en quatre avec trois points produits. Accusant un retard de quatre points, les Yankees menacent en fin de neuvième manche avec un circuit de Nick Swisher, un triple de Jorge Posada et un ballon sacrifice d'Andruw Jones qui portent la marque à 5-3 pour les Tigers. La pluie tombe de plus en plus fort sur le Yankee Stadium et le receveur Alex Avila glisse sur le terrain mouillé : il ne peut capter la fausse balle de Curtis Granderson qui, si attrapée, aurait constitué le retrait final. Mais avec le point égalisateur au premier coussin, le stoppeur José Valverde force le redoutable Robinson Cano à cogner un faible roulant qui met fin à la partie.

### Match 3
Lundi 3 octobre 2011 au Comerica Park, Détroit, Michigan.
| Yankees de New York | 2 | 0 | 0 | 0 | 0 | 0 | 2 | 0 | 0 | 4 | 6 | 0 |
| Tigers de Detroit | 0 | 0 | 2 | 0 | 1 | 1 | 1 | 0 | X | 5 | 8 | 0 |
| Lanceurs partants : NYY : CC Sabathia DET : Justin Verlander Vic. : Justin Verlander (1-0) Déf. : Rafael Soriano (0-1) Sauv. : José Valverde (1) HRs: DET : Delmon Young (2) |   |   |   |   |   |   |   |   |   |   |   |   |

Justin Verlander retire 11 joueurs des Yankees sur des prises en huit manches et reçoit la victoire malgré quatre points alloués. Son adversaire, CC Sabathia, accorde lui aussi quatre points mais c'est le releveur Rafael Soriano qui écope de la défaite lorsqu'il accorde en septième manche le circuit d'un point de Delmon Young, son deuxième de la série, qui brise l'égalité de 4-4 et donne une victoire de 5-4 aux Tigers.

### Match 4
Mardi 4 octobre 2011 au Comerica Park, Détroit, Michigan.
| Yankees de New York | 0 | 0 | 2 | 0 | 2 | 0 | 0 | 6 | 0 | 10 | 13 | 0 |
| Tigers de Detroit | 0 | 0 | 0 | 1 | 0 | 0 | 0 | 0 | 0 | 1  | 4  | 0 |
| Lanceurs partants : NYY : A. J. Burnett DET : Rick Porcello Vic. : A. J. Burnett (1-0) Déf. : Rick Porcello (0-1) HRs: DET : Víctor Martínez (1) |   |   |   |   |   |   |   |   |   |    |    |   |

A. J. Burnett, capable du meilleur comme du pire, avait offert des performances inégales en 2011 après une année 2010 très difficile. Il débute bien mal ce match sans retour pour les Yankees en permettant aux Tigers de remplir les buts en première manche. Mais le voltigeur de centre Curtis Granderson sauve plusieurs points avec un spectaculaire attrapé sur une balle cognée par Don Kelly. Granderson se signale à nouveau en sixième en plongeant à sa droite pour attraper un coup frappé par Jhonny Peralta avec Kelly sur les buts. En attaque, à peu près tous les joueurs des Yankees unissent leurs efforts pour marquer 10 points sur 13 coups sûrs, rendant la vie difficile au lanceur partant de Detroit, Rick Porcello, et aux releveurs Phil Coke, Al Albuquerque et Daniel Schlereth. Burnett ne donne que quatre coups sûrs aux Tigers et les lanceurs qui lui succèdent ne laissent aucun joueur de Detroit atteindre les sentiers dans les trois dernières manches. Avec ce triomphe de 10-1, les champions de la division Est forcent un cinquième et ultime affrontement à New York en égalant la série à deux victoires de chaque côté.

### Match 5
Jeudi 6 octobre 2011 au Yankee Stadium, New York, NY.
| Tigers de Detroit | 2 | 0 | 0 | 0 | 1 | 0 | 0 | 0 | 0 | 3 | 8  | 0 |
| Yankees de New York | 0 | 0 | 0 | 0 | 1 | 0 | 1 | 0 | 0 | 2 | 10 | 0 |
| Lanceurs partants : DET : Doug Fister NYY : Iván Nova Vic. : Doug Fister (1-1) Déf. : Iván Nova (1-1) Sauv. : José Valverde (2) HRs : DET : Don Kelly (1) NYY : Robinson Canó (2) |   |   |   |   |   |   |   |   |   |   |    |   |

Après un retrait en première manche, les Tigers prennent les devants 2-0 lorsque deux de leurs joueurs frappent des circuits consécutifs, un exploit inédit pour la franchise en match éliminatoire. Ce sont Don Kelly et Delmon Young qui se succèdent au bâton et frappent la longue balle contre le lanceur Iván Nova. Ce dernier est retiré du match après seulement deux manches, ennuyé par des raideurs au bras. Les Yankees font peu de temps après appel à CC Sabathia, qui lance pour la première fois comme releveur depuis le début de sa carrière professionnelle. Víctor Martínez fait marquer Austin Jackson en début de cinquième pour porter le score à 3-0 Tigers. À leur tour au bâton, les Yankees s'inscrivent pour la première fois à la marque sur le circuit en solo de Robinson Canó contre Doug Fister. En début de sixième, Jim Leyland réplique à Joe Girardi en envoyant lui aussi un lanceur partant qui était apparu plus tôt dans la série. Max Scherzer remplace alors Doug Fister. Après deux coups sûrs accordés sur six frappeurs, Scherzer quitte et est remplacé par le releveur Joaquin Benoit, qui remplit les buts et donne un but-sur-balles à Mark Teixeira. Les Yankees réduisent donc l'écart à 3-2. En neuvième cependant, José Valverde, qui avait après le deuxième match prédit une victoire des Tigers, fait face au premier tiers de l'alignement offensif adverse et retire Curtis Granderson, Robinson Canó et Alex Rodriguez, ce dernier sur trois prises. Malgré 10 coups sûrs dans la partie, New York est incapable de compter plus de deux points et laisse 11 coureurs sur les sentiers, dont six en position de marquer au deuxième ou troisième but. Victorieux sur le terrain de leurs rivaux, les Tigers remportent pour la première fois depuis 1968 un match sans retour en séries éliminatoires.

## Rangers du Texas vs Rays de Tampa Bay
Champions en titre de la Ligue américaine après leur première participation à la Série mondiale en 2010, les Rangers du Texas reviennent en séries éliminatoires avec comme objectif de faire oublier leur défaite en finale face aux Giants de San Francisco. Le club texan remporte en 2011 son deuxième titre consécutif et le cinquième de son histoire dans la division Ouest de la Ligue américaine. Avec une fiche de 95-66, les Rangers remportent six parties de plus que dans la saison régulière précédente et terminent 10 matchs devant les Angels. Ils terminent le calendrier régulier en force avec six victoires consécutives et 14 victoires à leurs 16 dernières parties.
Les Rays de Tampa Bay, à l'instar des Cardinals de Saint-Louis de la Ligue nationale, effectuent un 2011 une remontée historique pour remporter la qualification comme meilleur deuxième dans la Ligue américaine. Accusant neuf parties de retard sur les Red Sox de Boston le 1er septembre, les Rays remportent 17 parties sur 27 dans le dernier droit du calendrier régulier et terminent un match devant leurs rivaux avec une dramatique victoire au dernier jour de la saison. Perdant 7-0 face aux Yankees de New York dans ce 162e match de la saison, les Rays triomphent 8-7 en 12 manches de jeu pour accéder aux éliminatoires pour la deuxième année de suite et la troisième fois en quatre ans. Tampa Bay complète l'année avec un dossier victoires-défaites de 91-71.
Rays et Rangers s'affrontent pour la seconde fois en éliminatoires. Dans leur Série de divisions 2010, Texas l'avait emporté en cinq parties. Durant la saison régulière 2011, les Rangers ont gagné cinq des neuf matchs entre les deux clubs.

### Calendrier des rencontres
| Match | Date         | Visiteur          | Hôte              | Score |
| ----- | ------------ | ----------------- | ----------------- | ----- |
| 1     | 30 septembre | Rays de Tampa Bay | Rangers du Texas  | 9 - 0 |
| 2     | 1er octobre  | Rays de Tampa Bay | Rangers du Texas  | 6 - 8 |
| 3     | 3 octobre    | Rangers du Texas  | Rays de Tampa Bay | 4 - 3 |
| 4     | 4 octobre    | Rangers du Texas  | Rays de Tampa Bay | 4 - 3 |

### Match 1
Vendredi 30 septembre 2011 au Rangers Ballpark, Arlington, Texas.
| Rays de Tampa Bay | 0 | 3 | 3 | 0 | 2 | 0 | 0 | 0 | 1 | 9 | 11 | 0 |
| Rangers du Texas | 0 | 0 | 0 | 0 | 0 | 0 | 0 | 0 | 0 | 0 | 2  | 1 |
| Lanceurs partants : TB : Matt Moore TEX : C. J. Wilson Vic. : Matt Moore (1-0) Déf. : C. J. Wilson (0-1) HRs : TB : Johnny Damon (1), Kelly Shoppach (1, 2) |   |   |   |   |   |   |   |   |   |   |    |   |

Le gérant des Rays, Joe Maddon, surprend en envoyant au monticule pour le premier match une recrue, Matt Moore. Ce dernier n'a que cinq manches d'expérience dans le baseball majeur, n'ayant effectué qu'un seul départ jusque-là en carrière, le 14 septembre précédent contre les Yankees. Jamais un lanceur partant avec si peu d'expérience dans les majeures n'avait entrepris une partie de séries éliminatoires. La recrue Moore impressionne en ne donnant que deux coups sûrs et aucun point aux Rangers en sept manches lancées. En offensive, Johnny Damon donne les devants 2-0 aux Rays dès la deuxième reprise avec son 10e circuit en carrière en éliminatoires. Kelly Shoppach malmène le partant des Rangers C. J. Wilson en cognant deux circuits à ses dépens : un de trois points en troisième manche et un autre de deux points en cinquième. Shoppach termine la soirée avec cinq points produits dans la victoire de 9-0 de Tampa Bay, qui totalise 11 coups sûrs dans le match contre seulement deux pour Texas.

### Match 2
Samedi 1er octobre 2011 au Rangers Ballpark, Arlington, Texas.
| Rays de Tampa Bay | 1 | 0 | 0 | 2 | 0 | 0 | 3 | 0 | 0 | 6 | 9  | 0 |
| Rangers du Texas | 0 | 0 | 0 | 5 | 0 | 2 | 0 | 1 | X | 8 | 10 | 1 |
| Lanceurs partants : TB : James Shields TEX : Derek Holland Vic. : Derek Holland (1-0) Déf. : James Shields (0-1) Sauv. : Neftali Feliz (1) HRs : TB : Matt Joyce, Evan Longoria (1) TEX : Mitch Moreland (1) |   |   |   |   |   |   |   |   |   |   |    |   |

Tampa Bay prend une rapide avance de 3-0 : Kelly Shoppach obtient un sixième point produit en deux matchs lorsqu'il soutire un but-sur-balles à Derek Holland avec les buts remplis, et Matt Joyce claque un circuit de deux points. Mais Texas prend le contrôle 5-3 avec une poussée de cinq points en quatrième manche, profitant notamment des largesses du lanceur James Shields, qui atteint deux frappeurs dont Adrián Beltré avec les buts remplis. Mike Napoli enchaîne avec un simple de deux points qui crée l'égalité et les Rangers prennent les devants sur un mauvais lancer de Shields. En déficit 3-7 après sept manches, les Rays s'approchent à un point sur un circuit de trois points d'Evan Longoria, mais Texas l'emporte finalement 8-6 pour créer l'égalité dans la série.

### Match 3
Lundi 3 octobre 2011 au Tropicana Field, St. Petersburg, Floride.
| Rangers du Texas | 0 | 0 | 0 | 0 | 0 | 0 | 4 | 0 | 0 | 4 | 9 | 0 |
| Rays de Tampa Bay | 0 | 0 | 0 | 1 | 0 | 0 | 1 | 1 | 0 | 3 | 6 | 0 |
| Lanceurs partants : TEX : Colby Lewis TB : David Price Vic. : Colby Lewis (1-0) Déf. : David Price (0-1) HRs : TEX : Mike Napoli (1) TB : Desmond Jennings (1, 2) |   |   |   |   |   |   |   |   |   |   |   |   |

Tirant de l'arrière par un point et blanchi par les Rays jusque-là, les Rangers s'inscrivent au tableau en septième manche et comptent 4 points. Mike Napoli cogne un circuit de deux points aux dépens de David Price pour placer Texas en avant. Avec les buts remplis, Josh Hamilton frappe un coup sûr bon pour deux points. Tampa Bay menace en ajoutant deux points dans les dernières manches du match mais les releveurs des Rangers réussissent à limiter les dégâts et Texas l'emporte 4-3 sur le terrain de leurs rivaux.

### Match 4
Mardi 4 octobre 2011 au Tropicana Field, St. Petersburg, Floride.
| Rangers du Texas | 1 | 1 | 0 | 1 | 0 | 0 | 1 | 0 | 0 | 4 | 6 | 0 |
| Rays de Tampa Bay | 0 | 1 | 0 | 1 | 0 | 0 | 0 | 0 | 1 | 3 | 7 | 0 |
| Lanceurs partants : TEX : Matt Harrison TB : Jeremy Hellickson Vic. : Matt Harrison (1-0) Déf. : Jeremy Hellickson (0-1) Sauv. : Neftali Feliz (3) HRs : TEX : Ian Kinsler (1), Adrián Beltré (1, 2, 3) |   |   |   |   |   |   |   |   |   |   |   |   |

Adrián Beltré, des Rangers, égale un record en devenant le sixième joueur à frapper trois coups de circuit dans un même match de séries éliminatoires, rééditant les exploits de Babe Ruth (Série mondiale 1926 et Série mondiale 1928), Bob Robertson (Série de championnat 1971 de la Ligue nationale), Reggie Jackson (Série mondiale 1977), George Brett (Série de championnat 1978 de la Ligue américaine) et Adam Kennedy (Série de championnat 2002 de la Ligue américaine). Malgré un point accordé en fin de neuvième manche, le stoppeur Neftali Feliz parvient à mettre fin au match pour obtenir son troisième sauvetage en autant de matchs. Les Rays subissent une cinquième défaite consécutive à domicile en éliminatoires. Texas passe en Série de championnat pour la deuxième année de suite et la seconde fois de l'histoire de la franchise.